# Prima Donna (grupo britânico)
Prima Donna foi o grupo britânico que representou o Reino Unido no Festival Eurovisão da Canção 1980. O grupo era constituído por seis elementos (três de cada sexo): Kate Robbins, Lance Aston, Sally Ann Triplett, Jane Robbins, Danny Finn e Alan Coates. O grupo terminou em terceiro lugar com 106 pontos. Devido às baixas vendas dos seus discos, o grupo acabou por dissolver depois do segundo single "Just Got to be You" lançado em 1980 ter sido um novo fracasso de vendas.